# UFC 242
UFC 242: Khabib vs. Poirier est un événement d'arts martiaux mixtes produit par l'Ultimate championnat de combat qui a eu lieu le 7 septembre 2019 au Du Arena à Abou Dabi, Émirats arabes unis,.

## Contexte
Cet événement marque la troisième visite de la promotion à Abou Dhabi et la première depuis la soirée UFC combat de nuit : Rodrigo  vs. Nelson en avril 2014 
Un combat pour l'unification du titre des Championnats Légers UFC entre le champion actuel Khabib Nurmagomedov  et le champion par intérim Dustin Poirier fait office de tête d'affiche de l'événement.

## Carte de combat
1. ↑   Pour les champions en titre, voir (en) UFC Lightweight Championship.

## Combats annoncés
- Poids welter : Belal Muhammad contre Takashi Sato [5]
- Combat de poids coq : Khalid Taha contre Bruno Gustavo Aparecido Da Silva [6]
- Combat léger : Teemu Packalén contre Ottman Azaitar [7]
- Poids welter : Nordine Taleb contre Musulman Salikhov [8]

## Voir également
- Liste des événements UFC